# Nathan Glazer
Nathan Glazer (Nueva York, 25 de febrero de 1923-Cambridge, Massachusetts; 19 de enero de 2019) fue un sociólogo estadounidense que enseñó en la Universidad de California en Berkeley y por varias décadas en la Universidad de Harvard. Fue coeditor de la extinta revista de política Public Interest.
Conocido por libros como Beyond the Melting Pot, que trata sobre raza y etnia, Glazer criticó algunos de los programas de la Gran Sociedad de mediados de la década de 1960. Es a menudo considerado neoconservador en su pensamiento sobre la política doméstica, pero seguía siendo un Demócrata. Se ha descrito a sí mismo como "indiferente" a la etiqueta de neoconservador con la que es posiblemente asociado y señaló que era una denominación que no era de su elección.

## Años de formación
Nacido en la ciudad de Nueva York el 25 de febrero de 1923, Glazer creció en las áreas de la ciudad de East Harlem y East Bronx. Sus padres, emigrantes judíos de la Rusia zarista, hablaban yiddish en el hogar y su padre era operador de máquinas de coser. Su hermano mayor, Joe, se convertiría en músico folk que se especializó en canciones laborales y temas radicales. Glazer asistió a la escuela pública y, finalmente, al City College de Nueva York, que en ese momento, a principios de la década de 1940, era conocido como un hervidero de radicalismo, y Glazer se encontró con otros jóvenes marxistas que eran hostiles al comunismo de estilo soviético. Glazer, Irving Howe, Daniel Bell e Irving Kristol se encontrarían en un rincón de la cafetería del City College, y "pasaron sus días tratando de comprender cómo el ideal socialista de justicia política y económica había terminado en la tiranía asesina de Joseph Stalin."
Como Glazer recordaría más tarde, "una de las características de [nuestro] grupo era una noción de su competencia universal ... Cultura, política, lo que sea que estuviese sucediendo, nos disgustába ... Era un modelo creado por la arrogancia de que si eres un marxista puedes entender cualquier cosa y fue un modelo que incluso cuando abandonamos nuestro marxismo, sin embargo nos quedamos con él".

Mirando hacia atrás años más tarde, Kristol comentaría que "incluso en City, [Glazer] nunca fue muy radical".

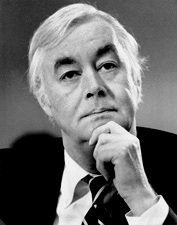
Su colaborador Daniel Patrick Moynihan.

## Comienzos de su carrera
La Segunda Guerra Mundial hizo creer a algunos izquierdistas, incluido Glazer, que el fascismo era una amenaza mayor que el capitalismo y que Estados Unidos, como país que luchaba contra los fascistas, debería ser visto más favorablemente. Glazer se convirtió en miembro de la izquierda anticomunista y solo criticó levemente a Joseph McCarthy al escribir sobre él en la revista Commentary. Casi al mismo tiempo, Glazer también llevó a cabo un estudio detallado del caso Rosenberg. La investigación de Glazer lo convenció no solo de la culpabilidad de los Rosenberg, sino también de que había un mayor número de conspiradores involucrados. Como dijo Glazer, "la historia que no se ha contado es de un espionaje más extenso de lo que sabemos".
Mirando hacia atrás en la era McCarthy más de 40 años después como entrevistado en la película Arguing the World, Glazer reflexionó sobre la postura que él y algunos otros anticomunistas liberales tomaron: "Incluso en el momento y también en retrospectiva, nunca logramos descubrir una buena posición, una que era respetable y moral y sensible a todas las cuestiones complicadas planteadas .... Todavía no creo que tengamos una". En general, gran parte del trabajo de Glazer en la década de 1950 tuvo fuertes tensiones de patriotismo y optimismo sobre el futuro, incluida la creencia de que la abrumadora mayoría de los inmigrantes llegaría a identificarse completamente con los valores estadounidenses y así asimilarse a la sociedad estadounidense.
En 1960, Glazer editó brevemente el boletín del Comité de Correspondencia en Harvard, pero pronto abandonó este proyecto y comenzó a escribir artículos sobre grupos étnicos en la ciudad de Nueva York, que finalmente serían recopilados y publicados en 1963 como el libro Más allá del crisol: Negros, puertorriqueños, judíos, italianos e irlandeses de la ciudad de Nueva York, posiblemente el trabajo más conocido de Glazer. Mientras Daniel Patrick Moynihan figuraba como coautor, y el libro en sí mismo a menudo se denominaría de "Moynihan y Glazer", Moynihan escribió solo el capítulo sobre los irlandeses y gran parte de las conclusiones, mientras que el resto fue obra de Glazer.
En esencia, como señaló una retrospectiva 25 años después, Glazer y Moynihan sugirieron que "la metáfora del crisol no se mantenía". El libro argumentó que los hijos y nietos de inmigrantes anteriores de la ciudad de Nueva York, incluidos los puertorriqueños , judíos, italianos e irlandeses habían conservado su conciencia étnica y el fenómeno de las identidades étnicas persistentes a lo largo de las generaciones continuaría perdurando. Esa conclusión fue bastante novedosa para la década de 1960, cuando había relativamente poco interés en estudiar grupos étnicos.
Glazer y Moynihan también argumentaron que la "presencia desproporcionada de negros y puertorriqueños en los programas de bienestar "era uno de los principales problemas raciales en la ciudad", pero sugirieron que la década de 1970 podría terminar siendo una "década de optimismo" para esos dos grupos. Años más tarde, al celebrar el 25 aniversario del libro, Glazer admitiría que los años 70 e incluso los posteriores no habían producido cambios significativos para esos grupos y que muchos afroamericanos y puertorriqueños seguían siendo miembros de la "gran clase dependiente".
James Traub ha argumentado que Beyond the Melting Pot fue "una de las obras más populares e influyentes de la sociología de su tiempo".

## Al servicio del gobierno, la academia yEl Interés Público
Durante la presidencia de John F. Kennedy, Glazer trabajó en la Agencia de Financiación de la Vivienda y el Hogar, el predecesor del Departamento de Vivienda y Desarrollo Urbano. Junto con el trabajo en proyectos que fueron el preludio del programa de la pobreza, Glazer fue también un defensor de la preservación histórica de los edificios y, sin éxito, trató de impedir la demolición en la Ciudad de Nueva York la original Estación Penn. En la administración de Lyndon Johnson Glazer fue un consultor del Programa de Ciudades Modelo.
Por entonces, Glazer se estaba volviendo escéptico de la Guerra contra la Pobreza y de los esfuerzos de reforma en general en Washington. Como argumentaría años más tarde en su libro Los límites de la política social, los programas de la Gran Sociedad no fueron realmente la respuesta porque "la ruptura de los modos de comportamiento tradicionales es la principal causa de nuestros problemas sociales", y no creía que la ruptura pudiera ser tratada por el gobierno. La visión de Glazer era un ejemplo de los argumentos de la cultura de la pobreza que estaban ganando impulso a mediados de la década de 1960 como explicaciones de las desigualdades sociales.
En 1964, Glazer enseñaba en la Universidad de Berkeley y fue testigo del movimiento de libertad de expresión de ese año. A pesar de su experiencia anterior como estudiante radical, Glazer fue uno de los muchos profesores que consideraron a los manifestantes estudiantes como extremistas. Incluso a finales de la década de 1990, Glazer continuó condenando el "rechazo entusiasta y eufórico de los estudiantes de las formas y normas", y en 2005, señaló que las revueltas en Berkeley, la Universidad de Columbia y muchos otros campus fueron "un trastorno que no tiene sentido para aquellos de nosotros que hemos venido de circunstancias más difíciles".
Un líder del Movimiento por la Libertad de Expresión, Jackie Goldberg, que se remonta a 1964, criticó, años después, a Glazer y su grupo por propugnar "un liberalismo intelectual de sillón" y ver "protestar" como nada más que enviar una carta a un congresista.
Mientras el Movimiento por la Libertad de Expresión se desencadenaba en Berkeley, los amigos de Glazer del City College Daniel Bell e Irving Kristol discutían la fundación de un nuevo periódico, que se llamaría The Public Interest, que debutó en 1965. Un ensayo de la conferencia de Glazer, "Paradojas de Pobreza americana", aparecería en el primer número de la revista. En el verano de 1973, sucedió a Bell, convirtiéndose en coeditor junto con Kristol, cargo que ocupó hasta 2003. Cuando The Public Interest dejó de publicarse en 2005, Glazer escribió un artículo, reconociendo la deriva hacia la derecha de la revista. con el paso de los años y la tendencia a publicar artículos mucho más conservadores que liberales, algo que él vio "como un defecto de nuestra parte".
En 1969, Glazer comenzó su carrera docente en Harvard después de haber sido galardonado con uno de los cinco puestos creados para centrarse en los problemas de las ciudades.

## Carrera posterior
Glazer continuó publicando libros sobre raza y etnia durante los años ochenta y noventa. Todos somos multiculturalistas ahora, publicado en 1997, quizás creó el mayor revuelo. En él, Glazer argumentó que el multiculturalismo era ahora la ética dominante en las escuelas públicas, y que la "asimilación" se había convertido en una mala palabra.
Para Glazer, era una realidad simple que no podía negarse, pero seguía siendo profundamente ambivalente sobre el multiculturalismo. Argumentó que "no es una fase que podamos abrazar de todo corazón, y espero que mi propia sensación de arrepentimiento de haber llegado a esto no escapará al lector".
Escribiendo en lo que un comentarista consideró un tono "triste", sugirió que sus argumentos anteriores con respecto a cuestiones como la acción afirmativa y las perspectivas futuras para los afroamericanos eran esencialmente erróneas. La legislación de derechos civiles de 1964 y 1965 no permitía a los negros integrarse plenamente en la sociedad estadounidense, su situación era peor ahora que 20 años antes, y el currículo multicultural en las escuelas era esencialmente el resultado.
El libro fue criticado por los conservadores, con Dinesh D'Souza acusando a Glazer de "cobardía" en una revisión en The Weekly Standard, y una crítica en National Review sugirió que Glazer estaba abogando erróneamente por la "resignación y acomodación" al multiculturalismo, en lugar de por la "oposición directa en defensa de nuestra república constitucional y sus virtudes democrático-liberales", que era necesaria. James Traub, por otro lado, argumentó, "Glazer sigue siendo el neoconservador que escribió Los límites de la política social", pero su "propia lógica lo deja sin nada que ofrecer, excepto las comodidades ciertamente engañosas del multiculturalismo".
A medida que el término "neoconservador" se convirtió en lenguaje común durante la administración del presidente George W. Bush, Glazer señaló que había sido "secuestrado" y que ahora significaba algo muy diferente de lo que quería decir alguna vez. Según Glazer, "en su aplicación inicial, en la década de 1970, se refería a la creciente cautela y escepticismo entre un grupo de liberales sobre los efectos de los programas sociales. Más tarde se aplicó a una política militar y exterior vigorizadora y expansionista que promueva la democracia, especialmente a raíz de la disolución de la Unión Soviética".
En una carta de 2003 a The New York Times, Glazer argumentó que "hay muy poca conexión entre los llamados "neoconservadores" de hace 30 años y los neoconservadores de hoy, que están completamente definidos por su postura dura sobre la política exterior y militar".
El libro más reciente de Glazer es la publicación de 2007 De una causa a un estilo: Encuentro de la arquitectura modernista con la ciudad estadounidense, una colección de ensayos "que rastrea la evolución de la arquitectura modernista de una revolución social que afirmaba que la arquitectura tradicional llegaba a su fin, a un mero estilo, y rechazado casi universalmente fuera de la profesión ".
Glazer ha servido en comités de la Academia Nacional de Ciencias y ha recibido numerosas becas, incluida la Beca Guggenheim y la Beca Fulbright, a lo largo de su carrera.

## Libros
- The Lonely Crowd: A Study of the Changing American Character (with David Riesman and Reuel Denney) New Haven, Yale University Press 1950 Studies in national policy #3
- Faces in the crowd; individual studies in character and politics, (with David Riesman) New Haven, Yale University Press, 1952 Studies in national policy #4
- A new look at the Rosenberg-Sobell case. New York, Tamiment Institute 1953
- American Judaism, Chicago, University of Chicago Press, 1957
- Studies in housing & minority groups (with Davis McEntire) Berkeley: University of California Press,  1960
- The social basis of American communism New York, Harcourt, Brace 1961 (Communism in American life)
- Negroes & Jews: the new challenge to pluralism New York : American Jewish Committee 1964
- The Characteristics of American Jews New York, Jewish Education Committee Press 1965
- The Many faces of anti-semitism New York, American Jewish Committee, Institute of Human Relations 1967
- Soviet Jewry, 1969: [papers and presentations] New York; Academic Committee on Soviet Jewry, 1969
- Beyond the Melting Pot: The Negroes, Puerto Ricans, Jews, Italians and Irish of New York City (with Daniel P. Moynihan), Cambridge, Massachusetts Massachusetts Institute of Technology Press, 1963, second expanded edition 1970
- Remembering the Answers: Essays on the American Student Revolt, 1970
- Affirmative Discrimination: Ethnic Inequality and Public Policy Cambridge, Massachusetts Harvard University Press, 1975
- Ethnicity: Theory and Experience (ed., with Daniel P. Moynihan) Cambridge, Massachusetts Harvard University Press, 1975
- Prejudice Cambridge, Massachusetts Harvard University Press, 1982
- Ethnic Dilemmas, 1964–1982 Cambridge, Massachusetts Harvard University Press, 1985
- The Limits of Social Policy Cambridge, Massachusetts Harvard University Press, 1988
- We Are All Multiculturalists Now Cambridge, Massachusetts Harvard University Press, 1997
- From a Cause to a Style: Modernist Architecture's Encounter with the American City, Princeton University Press, 2007